# Phoenix 2 (casetă audio)
Phoenix 2 este o compilație neoficială cu piese ale formației Phoenix, editată de casa de discuri Electrecord în anul 1990, pe suport casetă audio. Materialul de față reprezintă al doilea volum dintr-o serie de două casete audio nerecunoscute de formație și publicate în același an. Primul volum este caseta Phoenix 1.

## Piese
Fața A:
1. Nebunul cu ochii închiși Totuși sînt ca voi (1969)
2. Mugur de fluier Mugur de fluier (1974)
3. Mamă, mamă Meșterul Manole (1973)
4. Floarea stîncilor Totuși sînt ca voi (1969)
5. Ochii negri, ochi de țigan Mugur de fluier (1974)
6. Pasărea calandrinon Cantofabule (1975)

Fața B:
1. Canarul Vremuri (1968)
2. Zoomahia Cantofabule (1975)
3. Muzica și musikya Mugur de fluier (1974)
4. Scara scarabeului Cantofabule (1975)
5. Sirena – Pasărea Rock and Roll Cantofabule (1975)